# Diogo Defante
Diogo Defante Rodrigues (Rio de Janeiro, 27 de setembro de 1990) é um humorista, youtuber e músico brasileiro, mais conhecido por seu estilo de humor nonsense, pelo quadro Repórter Doidão e pelo programa Rango Brabo. Em 2023, lançou seu primeiro EP, intitulado Robson.

## Biografia
Nascido no bairro de Realengo, Rio de Janeiro, Defante conta que via seu pai frequentemente embriagado, devido ao vício dele em bebidas, deixando de beber apenas depois de entrar para a igreja. Defante também presenciava conflitos entre seus pais. Cursou Publicidade e Propaganda por três anos.

## Carreira

### 2012–presente: Primeiros anos como artista; carreira na música e na internet
Defante iniciou sua carreira musical antes de se tornar humorista, onde após aprender a tocar bateria na igreja que frequentava, formou uma banda de rock emocore com os amigos do colégio chamada Let's Go. Na mesma época, era cinegrafista para o site de uma rádio. Diogo iniciou sua jornada na internet em 2012, quando tinha 22 anos. Dois anos depois, foi convidado por Felipe Neto para se juntar ao canal Parafernalha. Em 2017, ao perceberem que estavam gastando mais do que lucrando, os integrantes resolveram encerrar as atividades da banda após sete anos, incentivando Defante decidir seguir uma carreira solo, deixando o grupo.

### 2022: Reconhecimento

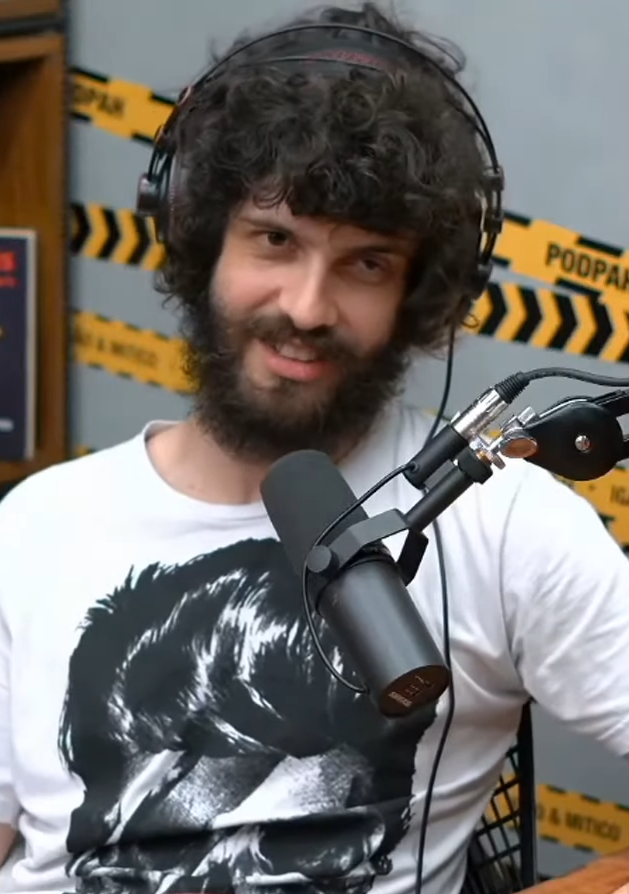
Diogo durante participação no podcast Podpah.

Uma das criações mais reconhecidas de Defante é o quadro Repórter Doidão, no qual ele cobre eventos e entrevistas em tom de humor. Durante uma dessas coberturas, ele criou o meme "Valeu, Natalina!", que acabou viralizando no Natal de 2022.
Devido ao grande reconhecimento, a carreira de Defante se estendeu para além da internet, com várias personalidades famosas elogiando e seguindo seu trabalho. Ele também recebeu uma honraria do prefeito do Rio de Janeiro, Eduardo Paes, por seus serviços prestados à cultura da cidade.

### 2023–presente: Retorno à carreira musical

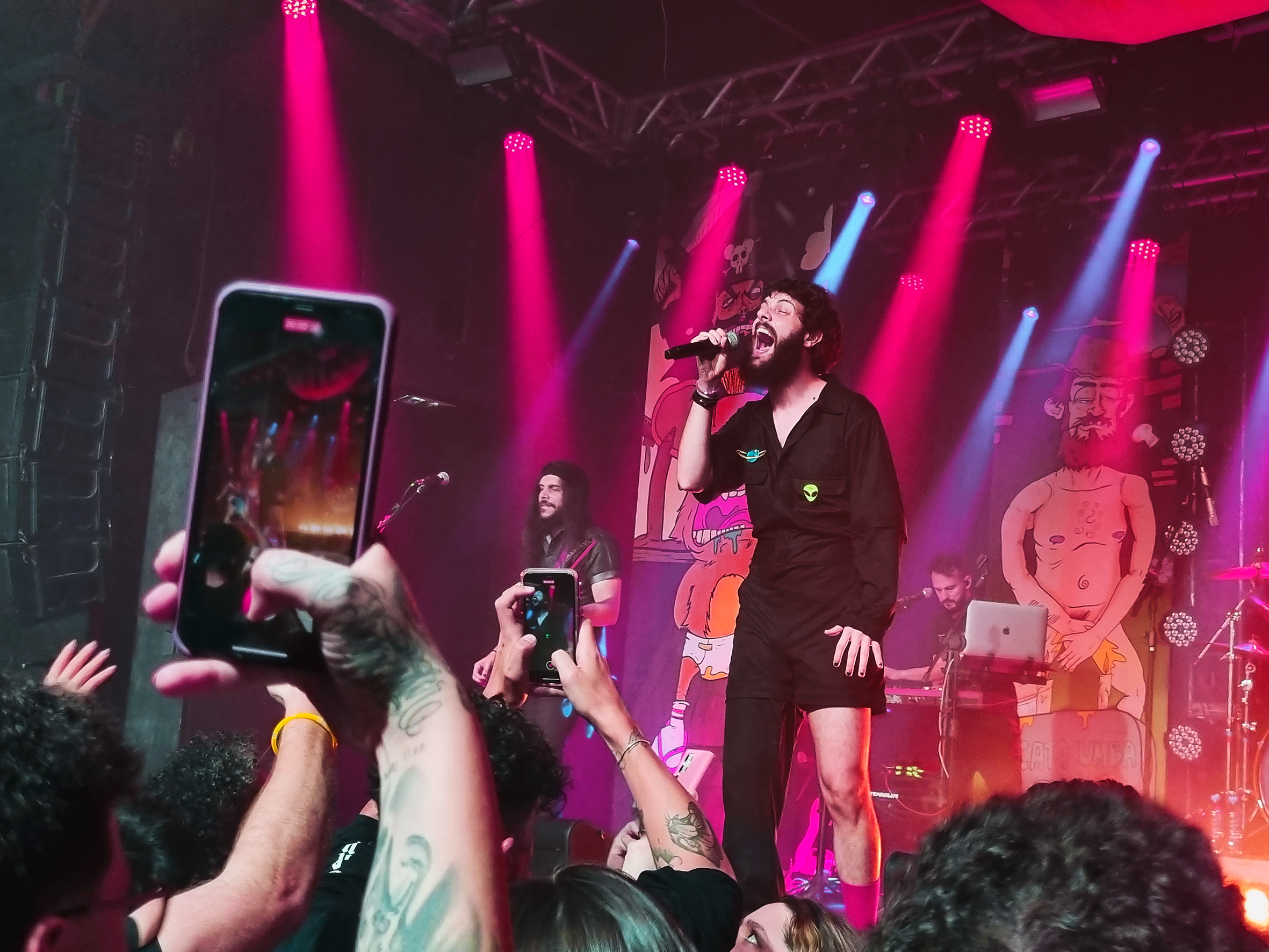
Diogo numa das apresentações da turnê de lançamento de seu EP Robson, no Bar Opinião, em Porto Alegre, no dia 17 de setembro de 2023.

Depois de iniciar sua carreira na internet, Defante retornou à música paralelamente ao canal no YouTube, tendo seu retorno marcado com o lançamento de um extended play (EP). Definido pelo humorista como "Disney do absurdo", seu EP intitulado Robson foi lançado em 2023.
Antes, ele lançou a faixa "Jerry", que conta a história de um rato malandro que rouba o queijo de um pirata. Ainda durante as gravações, com o álbum na fase final de mixagem, todas as faixas do projeto foram perdidas devido a uma falha em um disco rígido do estúdio. Após desistir de lançar o EP Robson, Defante retornou às gravações depois do sucesso do quadro Repórter Doidão.
Defante promoveu uma turnê de lançamento para o EP, fazendo apresentações em São Paulo, Curitiba, Porto Alegre, Brasília e Belo Horizonte.

### Copa do Catar
Defante foi convidado para cobrir a Copa do Mundo de 2022 no Catar. Sua abordagem irreverente para a cobertura de eventos o destacou no cenário esportivo e também chamou a atenção das autoridades do país.
Em uma ocasião, Defante chegou a ser abordado pelas autoridades locais devido a suas brincadeiras e representações cômicas, como imitar um leão nas ruas. As autoridades cobraram explicações, e o humorista conseguiu contornar a situação sem maiores problemas legais.

## Filmografia

### Televisão
| Ano           | Título               | Personagem              | Nota                            |
| ------------- | -------------------- | ----------------------- | ------------------------------- |
| 2021          | LOL: Se Rir, Já Era! | Participante (5º lugar) | Temporada 1                     |
| 2022          | Eleita               | Leleco Ramires          | [ 28 ]                          |
| 2022–presente | Rango Brabo          | Apresentador            | [ 29 ]                          |
| 2023          | Domingão com Huck    | Jurado                  | Quadro: Acredite em Quem Quiser |

### Cinema
| Ano  | Título                  | Personagem    | Nota   |
| ---- | ----------------------- | ------------- | ------ |
| 2022 | Um Natal Cheio de Graça | Rui           | [ 31 ] |
| 2025 | Gambiarra: Uga Uga Show | Vitor Uga Uga | [ 32 ] |

### Vídeo musical
| Ano  | Canção                   | Artista         |
| ---- | ------------------------ | --------------- |
| 2024 | "Pensamentos Intrusivos" | Ebony, AG Beatz |

## Discografia

### Let's Go
- 2007 - Terra dos anões (EP)
- 2010 - Faça suas apostas[34]

### Diogo Defante
- 2023 - Robson (EP)[21][22]
- 2024 - Tífane[35]

## Prêmios e indicações
| Ano  | Prêmio       | Categoria                  | Indicação     | Resultado | Ref.  |
| ---- | ------------ | -------------------------- | ------------- | --------- | ----- |
| 2022 | Prêmio iBest | Revelação Digital em Humor | Diogo Defante | Venceu    | [ 1 ] |